# Gallipolis
Ne doit pas être confondu avec Gallipoli.
Gallipolis est une ville située dans l'État de l'Ohio, aux États-Unis. Elle est le siège du comté de Gallia.

## Géographie
Selon les données du Bureau du recensement des États-Unis, Gallipolis a une superficie de 9,9 km2, dont 9,3 km2 de surfaces terrestres et 0,6 km2 de surfaces aquatiques.

## Histoire
Gallipolis — dont le nom renvoie à Gallia, la Gaule en latin — est fondée en 1790 par des aristocrates français s'étant associés dans la compagnie du Scioto pour fonder une colonie en Amérique pour fuir le climat défavorable à la noblesse en France après la Révolution française.
Toutefois, la société Scioto ne possédait pas les terres qu'elle proposait à la vente, si bien que les titres de propriété qu'elle délivrait n'avaient aucune valeur sur place. Les colons désabusés demandèrent alors de l'aide au Congrès américain et au président George Washington. Ainsi, la compagnie de l'Ohio envoya un groupe de bûcherons de Marietta pour construire et établir une colonie sur ce qui est maintenant le parc de la ville (city park).
En 1803, le comté de Gallia a été établi par la législature de l'État de l'Ohio. Le premier recensement américain dans cette ville remonte à 1820, et les personnes y ayant participé à l'époque ont été appelées les « premières familles ».
On observe au début du XIXe siècle un afflux massif de Gallois, qui se sont installés à Gallipolis à proximité du village de Rio Grande. Dans les années 1960, Gallipolis a acquis une notoriété après l'effondrement du Silver Bridge, qui s'étend sur la rivière Ohio de Gallipolis jusqu'à Point Pleasant, Virginie-Occidentale.

## Démographie
Gallipolis était peuplée, lors du recensement de 2000, de 4 180 habitants.
Les estimations de 2019 indiquent désormais 3 556 habitants.

## Personnalités
- Claude-François de Lezay-Marnésia (1735-1800), fondateur de la ville.
- Mike Bartrum, ancien joueur de la NFL[2]
- Jenny Holzer, artiste conceptuelle
- Geoffrey D. Miller, Major général américain à la retraite
- Christopher Williams, graphiste[3]
- J. Bruce Harreld, 21e président de l'Université d l'Iowa[4],[5]